# Terjärv församling

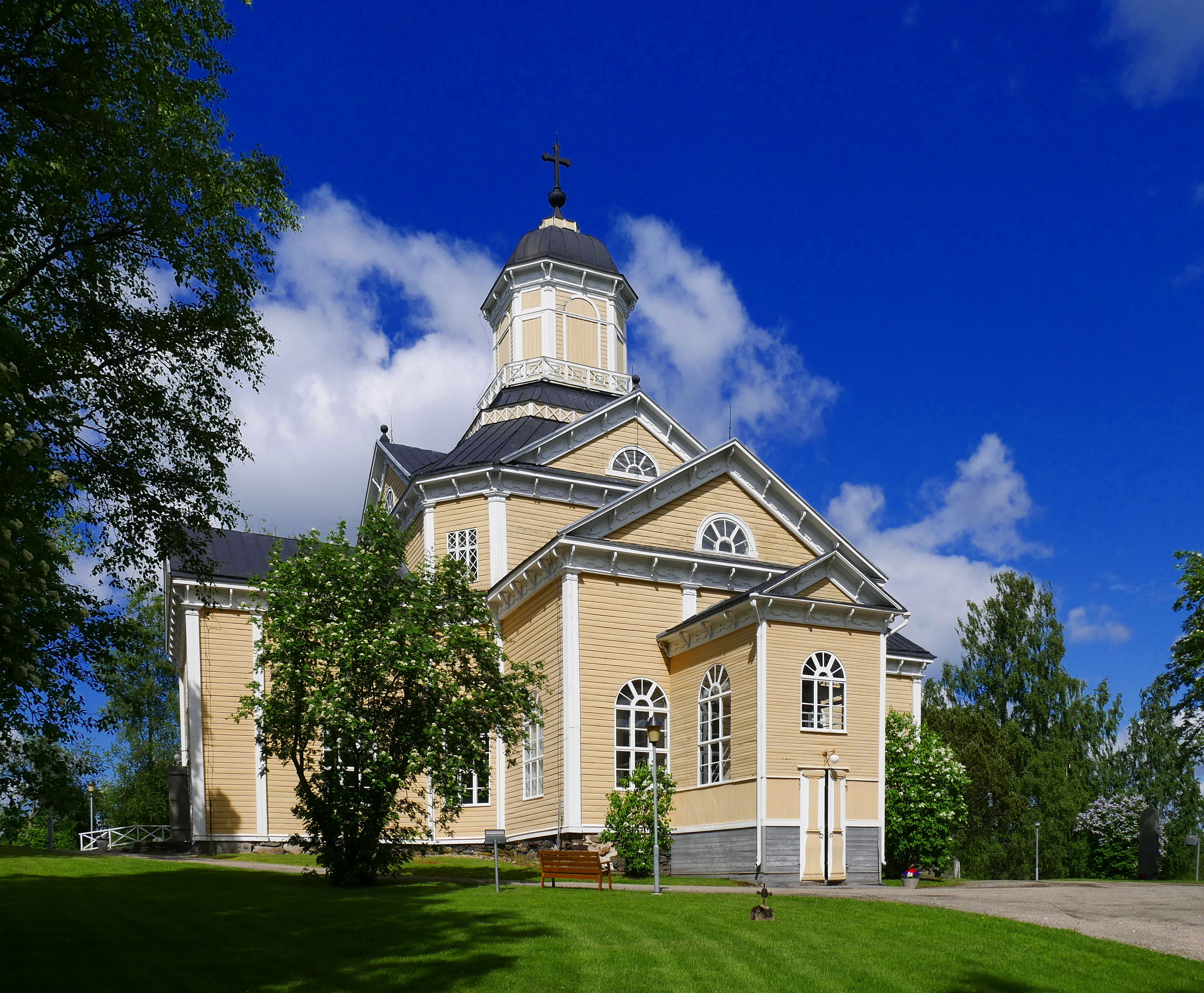
Terjärv kyrka

Terjärv församling var en församling i Pedersöre prosteri inom Borgå stift i Evangelisk-lutherska kyrkan i Finland. Till församlingen hörde kyrkomedlemmar i tidigare Terjärv kommun som uppgick i Kronoby kommun 1969. Majoriteten (79,4 %) av de 1 862 medlemmarna (08/2018) är svenskspråkiga.
Den 31.12.2019  upphörde församlingen när den tillsammans med Nedervetil församling och Kronoby församling bildade en ny Kronoby församling.
Terjärv kyrka från 1775 planerades av Matts Honga.
Kyrkoherde i församlingen när den upphörde var Timo Saitajoki. 